# Chaîne des Puys
La chaîne des Puys, detta anche monts Dômes, è un complesso vulcanico che si estende per più di 30 chilometri, situato a ovest di Clermont-Ferrand, nel dipartimento del Puy-de-Dôme, in Alvernia-Rodano-Alpi, Francia. Si trova all'interno del Parco naturale regionale dei vulcani d'Alvernia.
L'orientamento nord-sud della catena di vulcani è parallelo alla faglia che delimita la pianura della Limagne a ovest. La sua caratteristica sono il centinaio di vulcani chiamati puys, risalenti al periodo quaternario, con le prime eruzioni risalenti a circa 70.000 anni fa e le più recenti a 8.000 anni fa, il che porta la comunità scientifica ad affermare che una ripresa dell'attività vulcanica nella regione non appare improbabile. Quasi tutti i vulcani della catena, contrariamente ai vulcani del Cantal o dei monts Dore, sono edifici monogenici, ossia risultato di una sola fase di attività eruttiva, motivo della loro modesta taglia.
La roccia che caratterizza questi vulcani è la Domite.

## Lista di alcuni dei vulcani

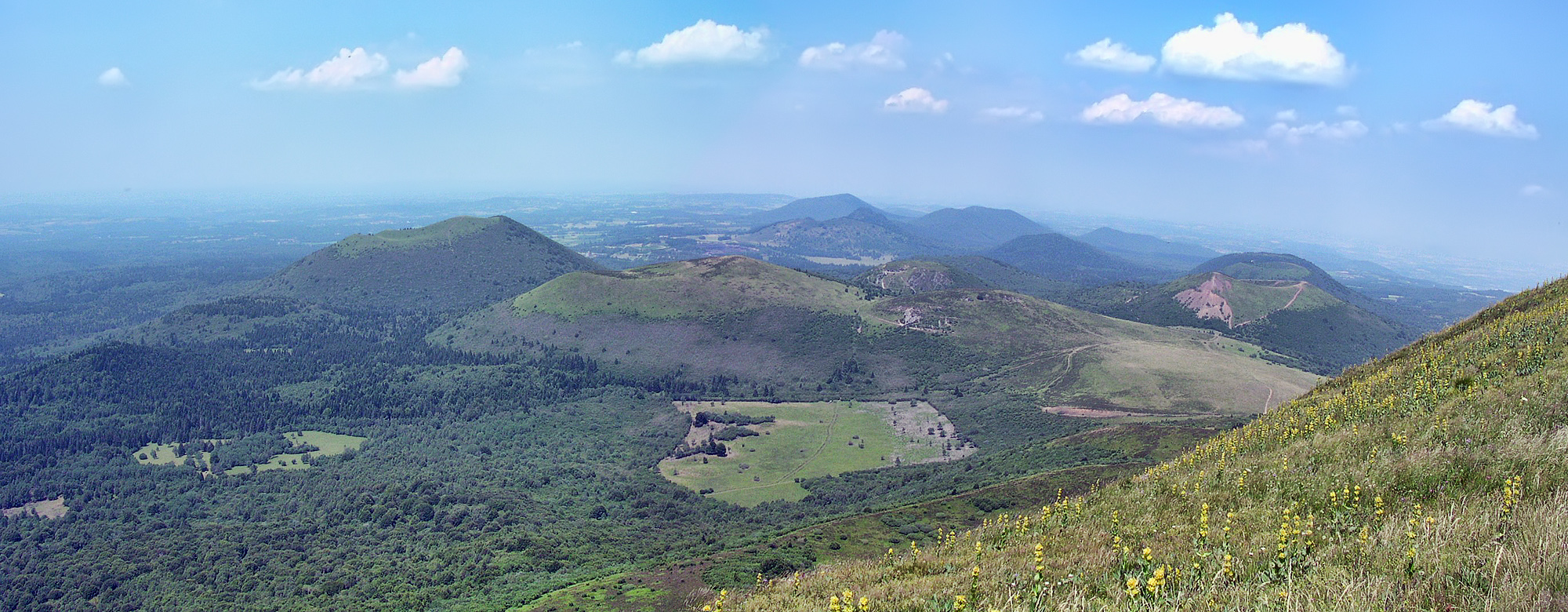
La chaîne des Puys dal Puy-de-Dôme

Al centro della catena, il Puy de Dôme (1465 m) domina nettamente i suoi vicini elevandosi 600 m sopra l'altopiano su cui si trovano gli altri, che non si elevano più di 200 m sopra di esso, situato ad un'altitudine di circa 800 m s.l.m.
Da nord a sud:
- Il maar del gour de Tazenat
- Il puy de Montiroir
- Il puy de Chalard
- Il puy de Beaunit
- Il puy de Verrière
- Il puy de Paugnat
- Il puy de la Goulie
- Il puy de Lespinasse
- Il puy de la Nugère,
- Il puy de Louchadière
- Il puy de Jumes e il suo gemello puy de la Coquille
- Il puy des Gouttes, cono di scorie attraversato dal puy Chopine
- Il puy de Lemptegy
- Il puy de Chaumont
- Il Petit-Sarcouy
- Il Grand-Sarcouy
- Il puy des Goules
- Il puy Pariou
- Il Cliersou
- Il puy de Côme
- Il Grand Suchet
- Il petit Suchet
- Il petit puy de Dôme
- Il Puy de Dôme
- Il puy Besace
- Il puy Grosmanaux
- Il puy Montchier
- Il puy de Barme
- Il puy de Lachamps
- Il puy de Mercœur,
- Il puy de la Vache e il suo gemello puy de Lassolas
- Il puy de Charmont
- Il puy de la Rodde
- Il puy de Monténard
- Il puy Planta

Un po' discosto verso est, presso Royat, si trova il puy de Gravenoire, sul bordo della faglia.